# 第19裝甲師 (德國國防軍)
第19裝甲師（德語：19. Panzer-Division）是二戰期間德國國防軍陸軍國防軍的一個裝甲師，由第19步兵師改建而來。
除了1944年年中在荷蘭進行短暫修整外，該師只在東線作戰。它參加了莫斯科戰役和庫爾斯克戰役的戰鬥，並參與鎮壓華沙起義。它最終於1945年5月在捷克斯洛伐克向蘇聯軍隊投降。